# کمپینسکی جاکارتا
کمپینسکی جاکارتا (به لاتین: Kempinski Residences) یک ساختمان در اندونزی است که در جاکارتا واقع شده‌است.